# 7306 Panizon
A 7306 Panizon (ideiglenes jelöléssel 1994 EH) a Naprendszer kisbolygóövében található aszteroida. Stroncone fedezte fel 1994. március 6-án.